# Чадович, Николай Трофимович
Никола́й Трофи́мович Чадо́вич (29 октября 1948, Красная Слобода, Бобруйская область — 21 января 2011, Минск) — белорусский советский писатель-фантаст.

## Биография
Родился в деревне Красная Слобода (ныне — Солигорский район Минской области, Беларусь).
Окончил Минский техникум связи (1968). Заочно окончил Московский институт связи (1979). Работал бригадиром в троллейбусном депо (1970—1990), начальником транспортного отдела и редактором минского издательства «Эридан» (1990—1998). Жил и работал в Минске.
Первая фантастическая публикация — рассказ «Нарушитель» (1983) (газета «Знамя юности»), написанный в соавторстве с Ю. Брайдером и положивший начало долгому и плодотворному сотрудничеству этих писателей. В конце 1980-х годов творческий дуэт Брайдера и Чадовича выдвинулся в первые ряды молодого поколения советской фантастики. В их произведениях сочетаются интерес к острому парадоксальному сюжету, житейская наблюдательность писателей-реалистов, талант сатириков.
Лауреат жанровой премии «Меч Руматы» (1999), лауреат Государственной премии Приднестровской Молдавской Республики (за роман «Стрелы Перуна»).
Скончался в Минске после продолжительной болезни 21 января 2011 года.